# HAT-P-8b
HAT-P-8b هو كوكب خارج المجموعة الشمسية مؤكد يقع على بعد 720 سنة ضوئية تقريباً في كوكبة الفرس الأعظم
 تم اكتشافة من قبل شبكة التلسكوبات الهنغارية الآلية (هاتنيت) باستخدام طريقة العبور في 5 ديسمبر 2008 حول النجم HAT-P-8.